# Klev
Klev is een plaats in de gemeente Östhammar in het landschap Uppland en de provincie Uppsala län in Zweden. De plaats heeft 65 inwoners (2005) en een oppervlakte van 17 hectare.